# Blow
Blow és una pel·lícula estatunidenca dramàtica del 2001 basada en el llibre Blow: How a Small-Town Boy Made $100 Million With the Medellin Cocaine Cartel and Lost It All (Inhala: De com un petit noi de poble feu 100 milions de dòlars amb el Cartell de Medellín i de com ho va perdre tot) publicat el 1993 per Bruce Porter, inspirat en fets reals.
Blow fou dirigida per Ted Demme i el guió escrit per David MacKenna i Nick Cassavetes.

## Argument
George Jung, un venedor de droga (cànnabis) fa amistat a la presó amb un colombià que li explica el tràfic de cocaïna i el fa conèixer Pablo Escobar del qual esdevé lloctinent. Vigilat per l'FBI, és agafat en un cop que es prometia ser l'últim.

## Repartiment
- Johnny Depp com a George Jung
- Penélope Cruz com a Mirtha Jung
- Franka Potente com a Barbara Buckley
- Rachel Griffiths com a Ermine Jung
- Paul Reubens com a Derek Foreal
- Jordi Mollà com a Diego Delgado (personatge basat en Carlos Lehder)
- Cliff Curtis com a Pablo Escobar
- Miguel Sandoval com a Augusto Oliveras
- Ethan Suplee com a Tuna
- Ray Liotta com a Fred Jung
- Kevin Gage com a Leon Minghella
- Max Perlich com a Kevin Dulli
- Jesse James com a Young George
- Miguel Pérez com a Alessandro
- Dan Ferro com a Cesar Rosa
- Tony Amendola com a Sanchez
- Bobcat Goldthwait com a Mr. T
- Michael Tucci com a Dr. Bay
- Monet Mazur com a Maria
- Lola Glaudini com a Rada
- Jennifer Gimenez com a Inez
- Emma Roberts com a Young Kristina Jung
- Jaime King com a Kristina Jung
- Gary Bracknell com a himself-King Cartel

## Al voltant de la pel·lícula
- El rodatge es va desenvolupar a Acapulco, Chicago, Long Beach, Bel-Air (Los Angeles), Manhattan Beach (Califòrnia), Ciutat de Mèxic, Ontario, Palmdale, Pasadena i Whittier (Califòrnia).
- Destacar, un cameo del coguionista Nick Cassavetes al saló de Derek.
- A les escenes de cocaïna, els actors esnifaven llet en pols.
- L'actriu Rachel Griffiths, que interpreta la mare de George, és en realitat cinc anys més jove que Johnny Depp (George), mentre que Ray Liotta, que interpreta el seu pare, no en té més que vuit de més.
- Per preparar el seu paper, Johnny Depp ha anat a retre visita al verdader George Jung, actualment empresonat al Fort Dix Federal Correctional Institute, a Nova Jersey.
- Mentre comparteix una cel·la a la presó amb Diego, es pot veure George llegint  Hell's Angels , un llibre escrit per Hunter S. Thompson, igualment autor de  Las Vegas Parano  en el qual Johnny Depp interpretava un periodista, i on els psicòtrops eren ja un dels temes principals de la pel·lícula.
- A la sala de tribunal, quan George intenta convèncer el jutge que és innocent, les seves paraules són procedents de les cançons It Ain't Me Babe, de Bob Dylan i Pretty Boy Floyd, de Woody Guthrie.
- L'última rèplica de George, There are no more white horses or pretty ladies at my door, és una referència a Lucky Man , una cançó de Emerson, Lake and Palmer.

## Banda sonora original
- Can't You Hear Me Knocking, interpretada per The Rolling Stones
- Buzz, Buzz, Buzz, interpretada per The Hollywood Flames
- Manhattan Beach 69, interpretada per Money Mark
- Be My Lady, interpretada per Booker T. & the M.G.'s
- Rumble, interpretada per Link Wray
- Dime Bag BBQ, interpretada per Money Mark
- Hair Do's and Don'ts, interpretada per Money Mark
- It Ain't Me Babe, composta per Bob Dylan
- Sneaky, interpretada per Money Mark
- Pretty Boy Floyd, composta per Woody Guthrie
- Sort of Soul, interpretada per Birds & Brass
- Glad and Sorry, interpretada per Faces
- Flor De Mexico, interpretada per The Hottest Mariachi in Mexico
- Las Perlitas, interpretada per The Hottest Mariachi in Mexico
- Cool Yule, interpretada per Louis Armstrong i The Commanders
- Tequila Con Limon, interpretada per Los Juniors
- Tu Cabeza En Mi Hombro, interpretada per Enrique Guzmán
- Little Ditty, interpretada per Paul Wagner
- Strange Brew, interpretada per Cream
- Black Betty, interpretada per Ram Jam
- Blinded By the Light, interpretada per Manfred Mann's Earth Band
- Mambo Gozon, interpretada per Tito Puente & His Orchestra
- Let's Boogaloo, interpretada per Willie Rosario
- Keep It Comin' Love, interpretada per KC and the Sunshine Band
- Yellow World, interpretada per J Girls
- That Smell, interpretada per Lynyrd Skynyrd
- All the Tired Horses, interpretada per Bob Dylan
- Can't You See, interpretada per Marshall Tucker Band
- La Noche De La Fiesta, interpretada per Kerry Brown
- Push & Pull, interpretada per Nikka Costa
- Happy Birthday to You, composta per Mildred J. Hill i Patty S. Hill

## Nominacions
- Razzie Awards: Pitjor actriu per Penélope Cruz, 2002.